# Songs for a Blue Guitar
 (mai 2022).
Si vous disposez d'ouvrages ou d'articles de référence ou si vous connaissez des sites web de qualité traitant du thème abordé ici, merci de compléter l'article en donnant les références utiles à sa vérifiabilité et en les liant à la section « Notes et références ».
Albums de Red House Painters
Ocean Beach
(1995) Retrospective
(1999)
Songs for a Blue Guitar est un album des Red House Painters sorti en 1996. Il s'agit pratiquement d'un album solo de Mark Kozelek, car pour l'enregistrement du méme il n'eut pas la collaboration des musiciens qui d'habitude l’accompagnaient dans les albums précédents[pas clair].
Cette fois-ci l'album introduit un son de guitare électrique plus lourd, et très orienté rock comme dans "Make Like Paper" ou comme sur la magnifique reprise de Silly Love Songs de Paul McCartney & Wings. À nouveau, des moments particulièrement nostalgiques et tristes atteignent des sommets avec "Have You Forgotten" et "Songs For A Blue Guitar".
Un clip vidéo a été réalisé pour la chanson "All Mixed Up". Dans cette vidéo figurent le quatuor du groupe avec Mark Kozelek en guitare leader, Phil Carney sur la deuxième guitare, Jerry Vessel au banjo et Anthony Koutsos aux percussions.

## Liste des titres
1. "Have You Forgotten" - 6:13
2. "Song for a Blue Guitar" - 5:59
3. "Make Like Paper" - 12:03
4. "Priest Alley Song" - 4:34
5. "Trailways" - 6:41
6. "I Feel the Rain Fall" - 2:35
7. "Long Distance Runaround" - 4:41
8. "All Mixed Up" - 5:50
9. "Revelation Big Sur" - 5:48
10. "Silly Love Songs" - 11:00
11. "Another Song for a Blue Guitar" - 5:07